# Milan Radin
Milan Radin (cyr. Милан Радин; ur. 25 lipca 1991 w Nowym Sadzie) – serbski piłkarz występujący na pozycji defensywnego pomocnika w FK TSC Bačka Topola.

## Statystyki kariery
Ostatnio zaktualizowano 20 czerwca 2019.
| Klub                 | Sezon   | Liga                  | Liga  | Liga | Puchar | Puchar | Zawody kontynentalne | Zawody kontynentalne |
| Klub                 | Sezon   | Poziom                | Mecze | Gole | Mecze  | Gole   | Mecze                | Gole                 |
| -------------------- | ------- | --------------------- | ----- | ---- | ------ | ------ | -------------------- | -------------------- |
| Senta                | 2010–11 | Srpska liga Vojvodina | 26    | 2    | –      | –      | –                    | –                    |
| Senta                | 2011–12 | Srpska liga Vojvodina | 21    | 3    | –      | –      | –                    | –                    |
| Senta                | Łącznie | Łącznie               | 47    | 5    | –      | –      | –                    | –                    |
| Radnički Nova Pazova | 2012–13 | Prva liga Srbije      | 30    | 1    | –      | –      | –                    | –                    |
| Radnički Nova Pazova | 2013–14 | Srpska liga Vojvodina | 0     | 0    | –      | –      | –                    | –                    |
| Radnički Nova Pazova | Łącznie | Łącznie               | 30    | 1    | –      | –      | –                    | –                    |
| Mladost Lučani       | 2013–14 | Prva liga Srbije      | 8     | 0    | –      | –      | –                    | –                    |
| Mladost Lučani       | 2014–15 | Super liga Srbije     | 21    | 0    | 1      | 0      | –                    | –                    |
| Mladost Lučani       | 2015–16 | Super liga Srbije     | 0     | 0    | 0      | 0      | –                    | –                    |
| Mladost Lučani       | Łącznie | Łącznie               | 29    | 0    | 1      | 0      | –                    | –                    |
| Voždovac             | 2015–16 | Super liga Srbije     | 13    | 0    | –      | –      | –                    | –                    |
| Partizan             | 2016–17 | Super liga Srbije     | 8     | 0    | 4      | 0      | 0                    | 0                    |
| Partizan             | 2017–18 | Super liga Srbije     | 13    | 0    | 1      | 0      | 5                    | 0                    |
| Partizan             | Łącznie | Łącznie               | 34    | 0    | 5      | 0      | 5                    | 0                    |
| FK Aktöbe            | 2018    | Priemjer Ligasy       | 29    | 4    | 1      | 0      | 0                    | 0                    |
| FK Aktöbe            | 2019    | Priemjer Ligasy       | 11    | 1    | 0      | 0      | 0                    | 0                    |
| Łącznie              | Łącznie | Łącznie               | 180   | 11   | 6      | 0      | 5                    | 0                    |